# 阿利森鎮區 (愛荷華州萊昂縣)
阿利森鎮區（英語：Allison Township）是位於美國愛荷華州萊昂縣的一個行政鎮區。

## 地方資料
根據2010年美國人口普查的數據，阿利森鎮區的面積為70.08平方千米，當中陸地面積為70.08平方千米，而水域面積為0.00平方千米。當地共有人口246人，而人口密度為每平方千米3.51人。